# 하라소라
하라소라(HARASORA)는 대한민국의 여성 듀오 그룹이었다. 2011년 싱글 앨범 [Harasora Story Part 1]으로 데뷔했다.

## 음반
- Harasora Story Part 1 (2011)
- 넌 내 인생의 기적 (2011)
- 바로 너야 (2011)